# レインボープラザ西大和

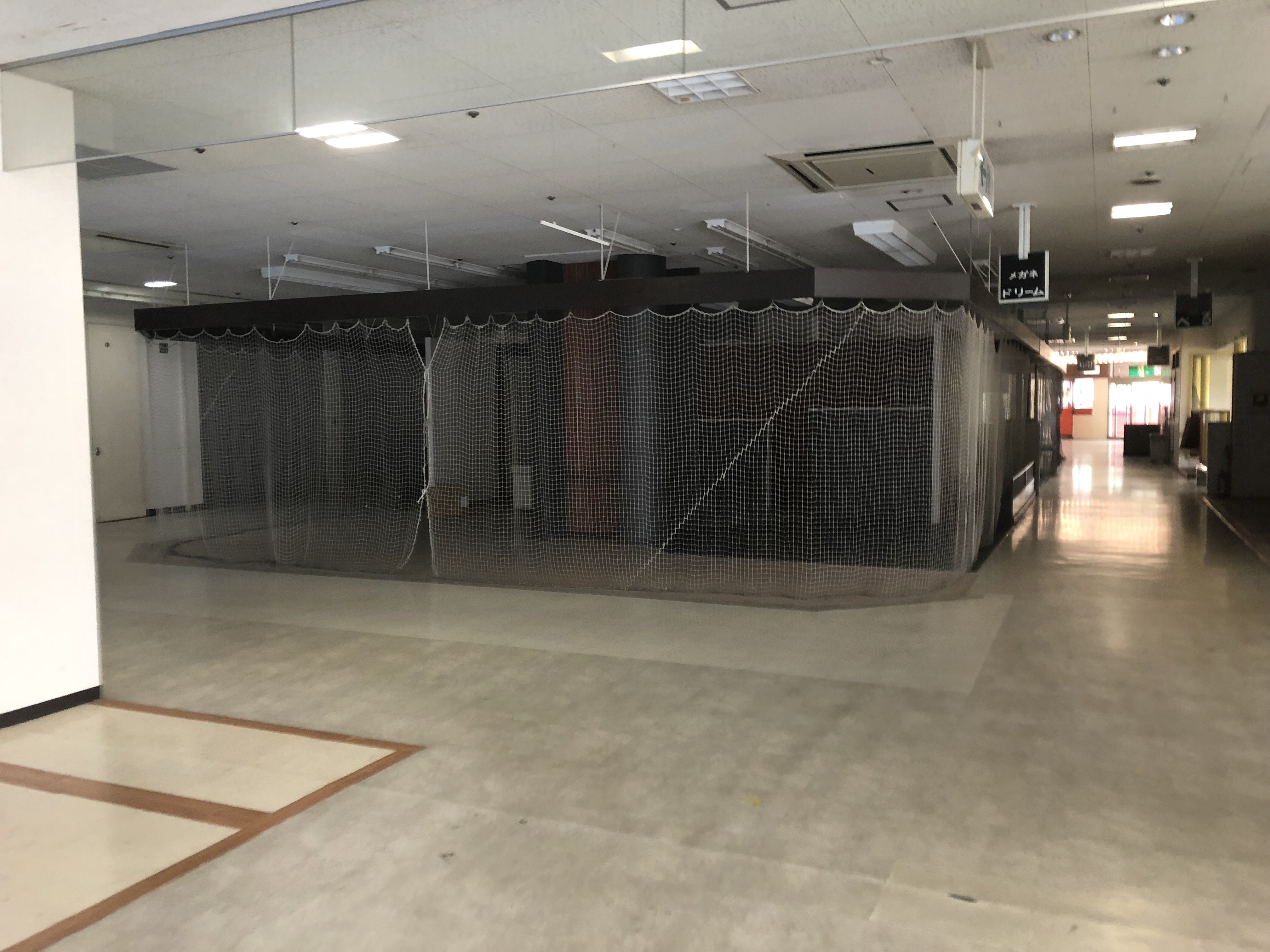
2019年。1階部分はデッドモールになっていた。

レインボープラザ西大和（レインボープラザにしやまと）は、奈良県北葛城郡上牧町服部台にあった2階建てのショッピングセンター。

## 概要
1986年11月に、ダイエー西大和店（店舗番号：0380）を核店舗として開業。
ただ、2002年5月31日をもってダイエーは撤退。その後、新たな核テナントとしてスーパーマーケットのKINSHO（近商ストア）が2002年9月28日に開業。1階部分に出店し、店舗面積は約2,022m2。ただ、こちらは2014年8月31日をもって撤退。
近商ストアの撤退後は他の専門店の撤退も相次ぎ、2022年時点ではダイソーの1店舗のみが営業していたが、2022年12月18日をもって休止している。
2024年3月に建物の解体が届出された。